# Hermine Bovet
Hermine Bovet, née le 3 janvier 1842 à Höxter et morte le 8 septembre 1930 à Bad Honnef, est une pianiste, compositrice, professeure de piano et de chant prussienne.

## Biographie
Bovet a étudié le piano au Conservatoire de Cologne avec Gustav Jensen, et elle a également reçu des cours de composition de Samuel de Lange et Eduard Mertke, ainsi que de contrepoint et d'harmonie de la chanteuse et écrivaine Elise Polko (de). Elle travaille ensuite comme professeure de piano et de chant à Schwelm, Barmen, Elberfeld et enfin à Honnef.
Hermine Bovet a publié plusieurs ouvrages et compositions musico-pédagogiques,.

## Œuvres (sélection)

### Écrits
- Méthode de piano théorique et pratique. Nouveau système dans lequel les explications sont adaptées à la compréhension des jeunes, première édition, 1888.
- Suggestions faciles de chants, danses et exercices pour débutants dans l'ordre progressif pour piano à deux et quatre mains, opus 2, Cologne, Tonger, 1895.

### Compositions
- Lorelei, opéra. Livret : Hermine Bovet
- Four Seasons pour voix, piano et déclamation